# Nymphon microrhynchum
Nymphon microrhynchum är en havsspindelart som beskrevs av Sars, G.O. 1888. Nymphon microrhynchum ingår i släktet Nymphon och familjen Nymphonidae.
Artens utbredningsområde är Norra Ishavet. Inga underarter finns listade i Catalogue of Life.